# Spojené státy americké na Zimních olympijských hrách 2006
Spojené státy americké na Zimních olympijských hrách 2006 reprezentovalo 204 sportovců (117 mužů a 87 žen) v 15 sportech.

## Medailisté
| Medaile | Jméno | Sport                | Disciplína                 |
| ------- | --- | -------------------- | -------------------------- |
| Zlato   | Ted Ligety | Alpské lyžování      | Muži kombinace             |
| Zlato   | Julia Mancusová | Alpské lyžování      | Ženy obří slalom           |
| Zlato   | Apolo Ohno | Short track          | Muži 500 m                 |
| Zlato   | Shaun White | Snowboarding         | Muži U rampa               |
| Zlato   | Hannah Teterová | Snowboarding         | Ženy U rampa               |
| Zlato   | Seth Wescott | Snowboarding         | Muži snowboard cross       |
| Zlato   | Joey Cheek | Rychlobruslení       | Muži 500 m                 |
| Zlato   | Shani Davis | Rychlobruslení       | Muži 1 000 m               |
| Zlato   | Chad Hedrick | Rychlobruslení       | Muži 5 000 m               |
| Stříbro | Shauna Rohbock Valerie Fleming | Boby                 | Dvojbob                    |
| Stříbro | Tanith Belbin Benjamin Agosto | Krasobruslení        | Taneční páry               |
| Stříbro | Sasha Cohenová | Krasobruslení        | Ženy                       |
| Stříbro | Danny Kass | Snowboarding         | Muži U rampa               |
| Stříbro | Gretchen Bleiler | Snowboarding         | Ženy U rampa               |
| Stříbro | Lindsey Jacobellisová | Snowboarding         | Ženy snowboard cross       |
| Stříbro | Joey Cheek | Rychlobruslení       | Muži 1 000 m               |
| Stříbro | Shani Davis | Rychlobruslení       | Muži 1 500 m               |
| Stříbro | Chad Hedrick | Rychlobruslení       | Muži 10 000 m              |
| Bronz   | Pete Fenson Shawn Rojeski Joseph Polo John Shuster Scott Baird | Curling              | Muži                       |
| Bronz   | Toby Dawson | Akrobatické lyžování | Muži boule                 |
| Bronz   | Caitlin Cahow Julie Chu Natalie Darwitz \|Pam Dreyer Tricia Dunn-Luoma Molly Engstrom Chanda Gunn Jamie Hagerman Kim Insalaco Kathleen Kauth Courtney Kennedy Katie King Kristin King Sarah Parsons Jenny Potter Helen Resor Angela Ruggiero Kelly Stephens Lyndsay Wall Krissy Wendell | Lední hokej          | Turnaj žen                 |
| Bronz   | Apolo Ohno | Short track          | Muži 1 000 m               |
| Bronz   | Alex Izykowski J. P. Kepka Apolo Ohno Rusty Smith | Short track          | Muži 5 000 m               |
| Bronz   | Rosey Fletcher | Snowboarding         | Ženy paralelní obří slalom |
| Bronz   | Chad Hedrick | Rychlobruslení       | Muži 1 500 m               |